# Elizabeth Anderson
Pour les articles homonymes, voir Anderson.
Elizabeth S. Anderson est une philosophe américaine née le 5 décembre 1959. Elle est professeure de philosophie et de women's studies à l'université du Michigan. Elle est connue comme spécialiste de philosophie morale et de philosophie politique.
Elle est considérée comme la cheffe de file de l'école de pensée de Michigan.

## Biographie
Dans What Is The Point With Equality? (1999), elle critique la vision redistributive de l'égalité consistant à compenser les personnes qui auraient été malchanceuses et propose une vision relationnelle (ou démocratique) de l'égalité qui repose sur l'idée que les personnes se considèrent comme égales.
Pour Elizabeth Anderson, l'égalitarisme doit passer de l'objectif d'égaliser les richesses des individus à l'objectif de faire en sorte que tous les individus soient libres, quelles que soient leurs différences.
L'apport d'Elizabeth Anderson à la philosophie est aussi sa méthode. Plutôt que de raisonner à priori, elle s'appuie sur des enquêtes empiriques et des problèmes concrets.
Elle s'inscrit dans le courant de pensée du pragmatisme et s'inspire notamment de John Dewey.
En 2010, dans The Imperative of Integration, elle s'oppose à la fois à l'approche color-blind et à l'approche multiculturelle et défend le concept d'intégration.
Ses recherches actuelles portent sur une histoire globale de l'égalitarisme.
Dans Private Government, elle réinterprète l'histoire du libéralisme et du marché en montrant que les arguments d'Adam Smith avaient dans le contexte de l'époque une dimension égalitariste. En revanche, aujourd'hui l'opposition entre le libre marché et l'État masque le fait que le monde du travail est une sorte de « gouvernement privé », régissant la vie des employés sans processus démocratique,.
En 2019, elle obtient la Bourse MacArthur.

## Publications
- Value in Ethics and Economics, 1993
- (en) ElizabethS. Anderson, « What Is the Point of Equality? », Ethics, no 109,‎ janvier 1999, p. 287-337 (ISSN 0014-1704, lire en ligne, consulté le 18 janvier 2022).
- The Imperative of Integration, Princeton University Press, 2010
- E. Anderson, Private Government : How Employers Rule Our Lives (and Why We Don’t Talk About It),  Princeton, Princeton University Press, 2017
- "The Great Reversal: How Neoliberalism Turned the Economic Aspirations of Liberalism Upside Down.", Ohio State University Lecture